# Coelopleurum
Coelopleurum es un género de plantas herbáceas de la familia de las apiáceas.  Comprende 21 especies descritas y de estas, solo 2 pendientes de ser aceptadas.

## Taxonomía
El género fue descrito por Karl Friedrich von Ledebour y publicado en Flora Rossica 2: 361. 1844. La especie tipo es: Coelopleurum gmelinii (DC.) Ledeb. 

## Especies
A continuación se brinda un listado de las especies del género Coelopleurum aceptadas hasta septiembre de 2012, ordenadas alfabéticamente. Para cada una se indica el nombre binomial seguido del autor, abreviado según las convenciones y usos.
- Coelopleurum longipes J.M.Coult. & Rose
- Coelopleurum maritimum Donn.Sm. [Unplaced]